# Список дипломатических миссий Малави

Дипломатические миссии Малави:
Малави
Посольства или высшие уполномоченные представительства

Список дипломатических миссий Малави — перечень дипломатических миссий (посольств) Малави в странах мира (не включает почётных консульств).

## Европа
- Бельгия
  - Брюссель (посольство)
- Германия
  - Берлин (посольство)
- Великобритания

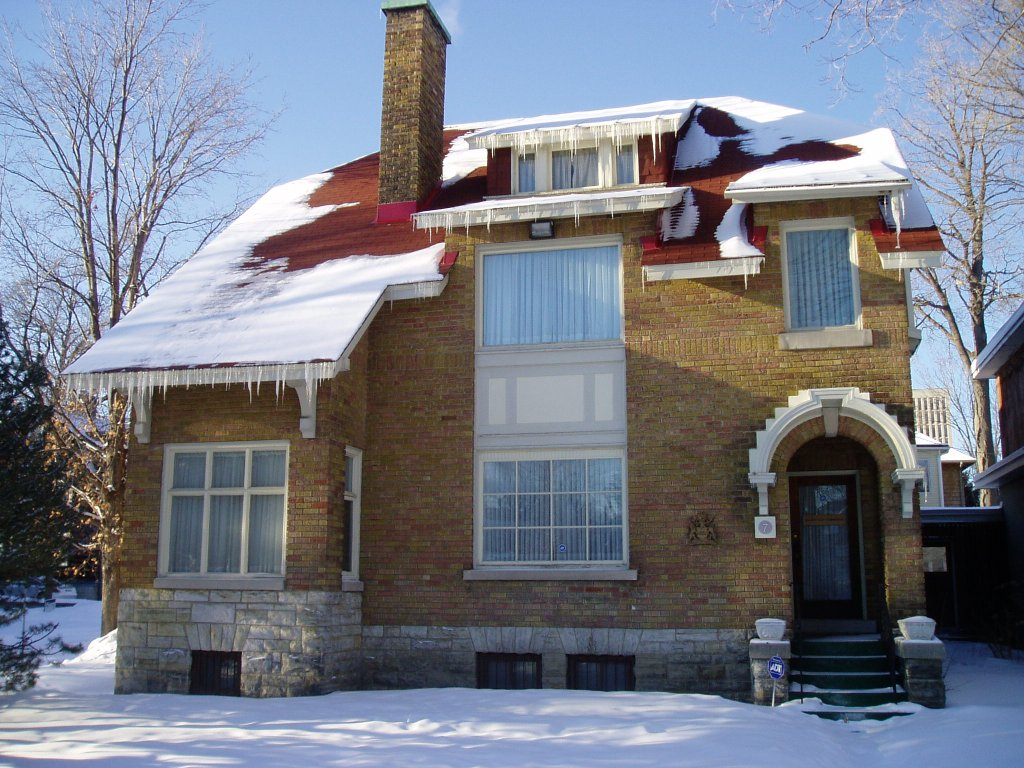
Высшее уполномоченное представительство Малави в Оттаве (в настоящее время закрыто)

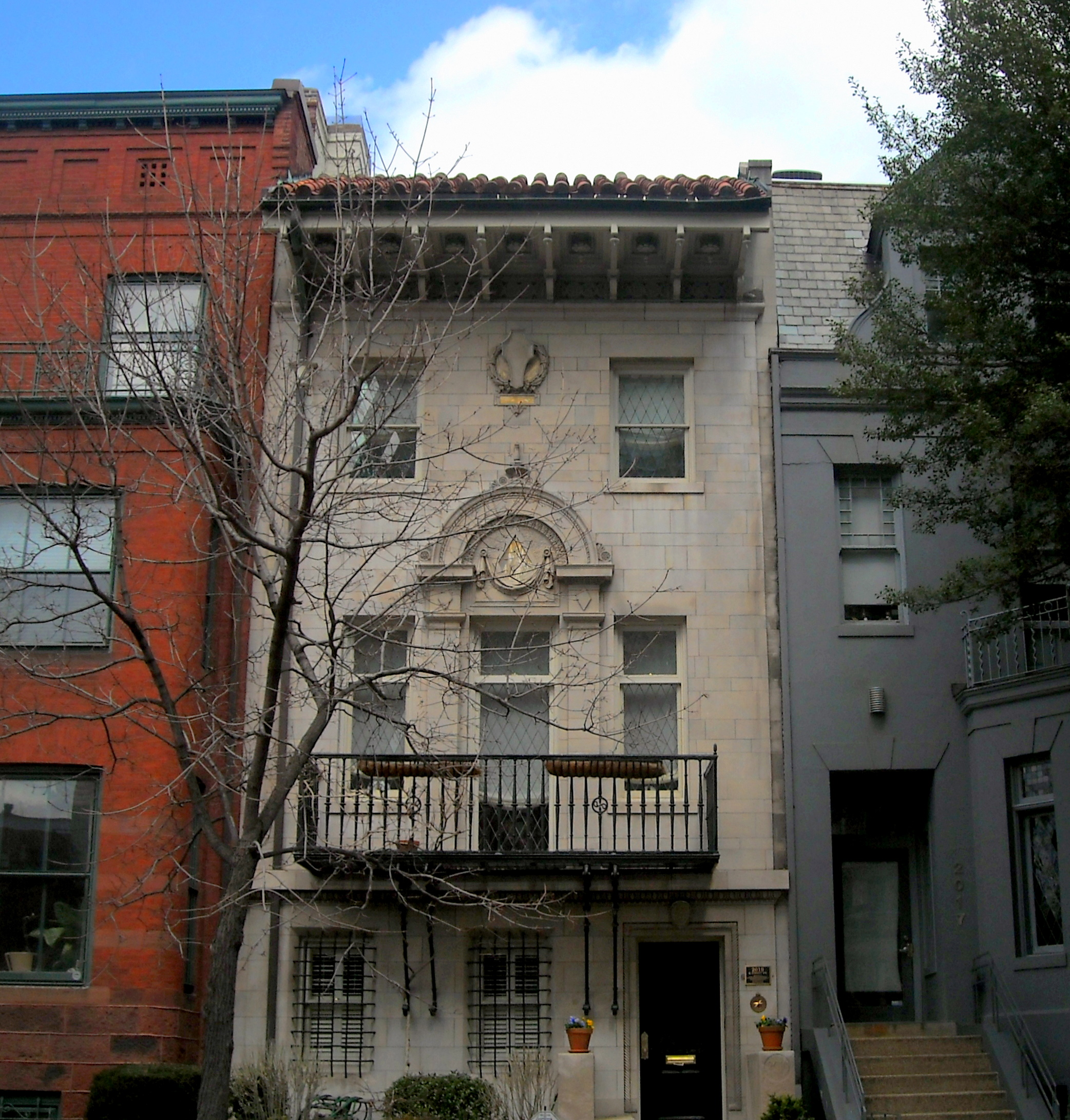
Первое посольство Малави в США располагалось в этом здании в 1964—1968 годах

  - Лондон (высшее уполномоченное представительство)

## Азия
- Индия
  - Дели (высшее уполномоченное представительство)
- Китай
  - Пекин (посольство)
- Япония
  - Токио (посольство)

## Америка
- США
  - Вашингтон (посольство)

## Африка
- Замбия
  - Лусака (высшее уполномоченное представительство)
- Зимбабве
  - Хараре (посольство)
- Мозамбик
  - Мапуту (посольство)
- Намибия
  - Виндхук (посольство)
- Танзания
  - Дар-эс-Салам (высшее уполномоченное представительство)
- Эфиопия
  - Аддис-Абеба (посольство)
- ЮАР
  - Претория (высшее уполномоченное представительство)
  - Ривония (генеральное консульство)

## Международные организации
- Нью-Йорк (делегация при ООН)